# Inazuma Eleven - Chō jigen dream match
Inazuma Eleven - Chō jigen dream match (イナズマイレブン 超次元ドリームマッチ?, Inazuma Irebun - Chō jigen dorīmu macchi, lett. "Inazuma Eleven - Partita da sogno ultradimensionale") è il titolo che identifica sia un film d'animazione giapponese a episodi derivato dalle serie di videogiochi e anime Inazuma Eleven e Danball senki (il primo anime è intitolato per il doppiaggio italiano Little Battlers eXperience), sia uno degli episodi che lo compongono. Il film, che comprende quattro episodi, è uscito nelle sale nipponiche il 13 giugno 2014 ed è stato prodotto dopo la fine delle due serie di videogiochi, entrambe sviluppate dalla Level-5, e delle varie serie anime tratte dai giochi e prodotte da OLM, come il film, che è inedito in Italia.

## Kiseki no korabo - Inadan ko-gekijō
Kiseki no korabo - Inadan ko-gekijō (奇跡のコラボ イナダン小劇場? lett. "La miracolosa collaborazione - Il piccolo teatro di Inadan", dove quest'ultima parola indica Inazuma Eleven e Danball senki) è una "cornice" di due brevi sketch comici realizzati in computer grafica 3D con vari personaggi di Inazuma Eleven e di Danball senki che si trovano in un cinema a guardare gli altri episodi: il primo si trova all'inizio, dura tre minuti e introduce l'episodio speciale di Danball senki; il secondo si trova dopo la fine di quest'ultimo, dura anch'esso tre minuti e introduce Inazuma Eleven Series - Chō jigen bakunetsu story. È il secondo crossover tra le due serie, dato che nel 2012 era stato prodotto il film Gekijōban Inazuma Eleven GO vs Danball senki W.

## Episodio speciale diDanball senki
Il secondo episodio non è inedito, ma era già stato reso disponibile per lo streaming via internet su un'apposita sezione di lbx-world.com, il portale internet della serie Danball senki, dalla fine di febbraio 2014 al 31 marzo 2014. Non ha un titolo mostrato al suo interno, e per la pubblicazione su internet era identificato semplicemente come Special Anime (スシャルアニメ?, Supesharu Anime). Alla fine della prima parte di Inadan ko-gekijō, invece, questo episodio è introdotto con il titolo di Eigakan de LBX no customize wa yamemashō (映画館でLBXのカスタマイズはやめましょ?, Eogakan de Eru-bī-ekkusu no kasutamaizu wa yamemashō, lett. "Finiamo al cinema la personalizzazione degli LBX!").
L'episodio, di nove minuti, è relativo soltanto a Danball senki ed è ambientato dopo la fine della terza serie anime, Danball senki wars. Nell'episodio si assiste ad uno scontro con gli LBX tra il protagonista di quest'ultima, Arata Sena, e il protagonista della prima serie, Van Yamano.

## Inazuma Eleven Series - Chō jigen bakunetsu story
Dopo il secondo sketch di Kiseki no korabo - Inadan ko-gekijō si trova Inazuma Eleven Series - Chō jigen bakunetsu story (イナズマイレブンシリーズ 超次元爆熱ストリー?, Inazuma Irebun Shirīzu - Chō jigen bakunetsu sutorī, lett. "La serie di Inazuma Eleven - Storia esplosiva ultradimensionale"), un video di dieci minuti che raccoglie immagini delle diverse serie anime di Inazuma Eleven, con alcune delle loro sigle di apertura come audio. Alla fine è presente anche una parte dedicata al videogioco Inazuma Eleven Online.
Le sigle presenti, tutte dei T-Pistonz+KMC, sono:
- Tachiagarīyo (立ち上がリーヨ?), prima sigla della serie Inazuma Eleven;
- Maji de kansha! (マジで感謝!?), seconda sigla della serie Inazuma Eleven;
- Katte nakō ze! (勝って泣こうゼッ!?), quarta sigla della serie Inazuma Eleven;
- Ten made todoke! (天までとどけっ！? lett. "Raggiungiamo il cielo!"), prima sigla della serie Inazuma Eleven GO;
- Kandō kyōyū! (感動共有！? lett. "Unione delle emozioni!"), seconda sigla della serie Inazuma Eleven GO Chrono Stones;
- Supernova! (スパノバ!?, Supanoba!), terza sigla della serie Inazuma Eleven GO Galaxy;
- Ōja no tamashii (王者の魂? lett. "L'anima del re"), sigla di apertura del videogioco Inazuma Eleven Online.

## Inazuma Eleven - Chō jigen dream match
L'ultimo episodio, Inazuma Eleven - Chō jigen dream match (イナズマイレブン 超次元ドリームマッチ?, Inazuma Irebun - Chō jigen dorīmu macchi, lett. "Inazuma Eleven - Partita da sogno ultradimensionale"), dura 23 minuti ed è relativo soltanto ad Inazuma Eleven. Nell'episodio compaiono i personaggi di tutte e quattro le serie animate: Inazuma Eleven, Inazuma Eleven GO, Inazuma Eleven GO Chrono Stones e Inazuma Eleven GO Galaxy.
Il film si chiude con la sigla Seishun oden (青春おでん?) nella versione interpretata dai personaggi di Skie Blue, Jade Greene, Rosie Redd e Goldie Lemmon, ovvero delle loro doppiatrici Sayaka Kitahara, Mina, Yurin e Aoi Yūki, già usata come quarta e ultima sigla di chiusura della serie Inazuma Eleven GO Chrono Stones.

### Trama
La partita inizia dopo la presentazione delle due squadre ed entra subito nel vivo con la Stoccata Invertita (Bicycle Sword) di Victor neutralizzata dalla Trivella Spaziale (Drill Smasher) di Dvalin; sul rilancio Simeon tira con la Cannonata di Frammenti (Shellbit Burst) che viene bloccata da Mark con la celebre Mano di Luce (God Hand). Il gol del vantaggio, però, lo siglano Tezcat e Byron con l'Aurora (The Birth) che batte la Trivella Spaziale e porta in vantaggio la Best Eleven. Il vantaggio dura però poco perché Bailong s'impossessa della palla e, con l'Uragano Bianco (White Hurricane), batte la Mano di Luce di Mark: 1-1. Su questo gol si chiude il primo tempo e Jude decide di far avanzare la difesa composta da Nathan, Gabriel e Goldie per incastrare gli avversari mentre questi, poco dopo, sostituiscono Dvalin con Héctor in porta. Ma ciò non impedisce alla Battle Eleven di portarsi in zona tiro: prima Beta riesce ad eludere la difesa per tirare a rete con un potente tiro, che però Goldie blocca con l'Impasto di Goldie (Mochi Mochi Kinako Mochi); poi Xavier sorprende tutti e colpisce a rete con la Meteora Dirompente (Ryūsei Blade); Goldie tenta l'Impasto di Goldie e non riesce a bloccare il tiro ma solo ad indebolirlo, tanto che Mark di tuffo in pugno riesce a pararlo. Sulla ribattuta, però, Falco è il più veloce, tirando con l'Attacco Parkour (Parkour Attack), che spiazza Mark e porta in vantaggio la Battle Eleven per 2-1. La Best Eleven decide dunque di togliere Tezcat per inserire Canon Evans. Il successivo tiro di Axel, l'Avvitamento Esplosivo (Bakunetsu Screw), viene neutralizzato da Héctor con la Mano di Luce X (God Hand X), ma il pareggio, grazie alla regia di Jude e Riccardo, arriva grazie ad Arion, che con l'Uragano Tempestoso (Arashi-Tatsumaki-Hurricane) sconfigge la Mano di Luce X e pareggia: 2-2. Zanark, dalla difesa, sbaraglia tutta la Best Eleven ma Mark riesce a negargli il gol, uscendo fuori dall'area, con la Respinta Inazuma (Megaton Head). La Battle Eleven non si demoralizza e, poco dopo, tira a rete con il Pinguino Imperatore n°2 (Kōtei Penguin Nigō) di Caleb, Bash e Bailong, che però viene bloccato da Mark con la Mano del Colosso (Majin the Hand); il pallone, sul rinvio, finisce sui piedi di Arion che, superato Ozrock con il Giro di Vento (Soyo Kaze Step), serve Victor che, con Axel, tira a rete con il Tornado di Fuoco Doppia Direzione (Fire Tornado Double Drive), che batte la Mano di Luce X di Héctor e regala la vittoria alla Best Eleven per 3-2.

### Personaggi
La maggior parte dei personaggi ha anche un nome occidentale usato nelle versioni europee, dato che sono comparsi nei videogiochi e nelle serie televisive doppiati.

#### Inazuma Best Eleven
La Inazuma Best Eleven (イナズマ・ベストイレブン?, Inazuma Besutoirebun) è una squadra che comprende diversi personaggi delle squadre protagoniste delle varie serie, ad eccezione di Canon Evans e Tezcat, membri di altre squadre. La divisa della squadra è quella della Raimon.

##### Giocatori
Mark Evans, nome originale Mamoru Endō (円堂 守?, Endō Mamoru), portiere e capitano, numero 1

Doppiato da Junko Takeuchi
Nathan Swift, nome originale Ichirōta Kazemaru (風丸 一郎太?, Kazemaru Ichirōta), difensore, numero 2

Doppiato da Yuka Nishigaki
Gabriel "Gabi" Garcia, nome originale Ranmaru Kirino (霧野 蘭丸?, Kirino Ranmaru), difensore, numero 3

Doppiato da Yū Kobayashi
Goldie Lemmon, nome originale Kinako Nanobana (菜花 黄名子?, Nanobana Kinako), difensore, numero 78

Doppiata da Aoi Yūki
Byron "Aphrodite" Love, nome originale Terumi "Aphrodi" Afuro (亜風炉 照美 （アフロディ）?, Afuro Terumi (Afurodi)), centrocampista, numero 7

Doppiato da Yūko Sanpei
Arion Sherwind, nome originale Tenma Matsukaze (松風 天馬?, Matsukaze Tenma), centrocampista, numero 8

Doppiato da Yuka Terasaki
Riccardo Di Rigo, nome originale Takuto Shindō (神童 拓人?, Shindō Takuto), centrocampista, numero 9

Doppiato da Mitsuki Saiga
Jude Sharp, nome originale Yūto Kidō (鬼道 有人?, Kidō Yūto), centrocampista, numero 14

Doppiato da Hiroyuki Yoshino
Canon Evans, nome originale Kanon Endō (円堂 カノン?, Endō Kanon) centrocampista, numero 20

Doppiato da Junko Takeuchi
Axel Blaze, nome originale Shūya Gōenji (豪炎寺 修也?, Gōenji Shūya), attaccante, numero 10

Doppiato da Hirofumi Nojima
Victor Blade, nome originale Kyōsuke Tsurugi (剣城 京介?, Tsurugi Kyōsuke), attaccante, numero 11

Doppiato da Takashi Ōhara
Tezcat, nome originale Shuu (シュウ?), attaccante, numero 12

Doppiato da Miyuki Sawashiro

##### Staff della squadra
Silvia Woods, nome originale Aki Kino (木野 秋?, Kino Aki), manager

Doppiata da Fumiko Orikasa
Skie Blue, nome originale Aoi Sorano (空野 葵?, Sorano Aoi), manager

Doppiata da Sayaka Kitahara
Seymour Hillman, nome originale Seigō Hibiki (響木 正剛?, Hibiki Seigō), allenatore

non parla

#### Inazuma Battle Eleven
La Inazuma Battle Eleven (イナズマ・バトルイレブン?, Inazuma Batoruirebun) è la squadra che affronta l'Inazuma Best Eleven nel film ed è composta da personaggi delle varie serie, sia di squadre protagoniste che di squadre rivali. La divisa della squadra è quella della Royal Academy (Teikoku Gakuen).
Dave Quagmire/Dvalin (nome alieno), nomi originali Osamu Saginuma/Dezarm (砂木沼 治／デザーム?, Saginuma Osamu/Dezāmu), portiere, numero 1

Doppiato da Takashi Hikida
Beta (ベータ?, Bēta), difensore, numero 2

Doppiata da Mariya Ise
Ozrock Boldar, nome originale Bitway Ozrock (ビットウェイ・オズロック?, Bittowei Ozurokku), difensore, numero 3

Doppiato da Kenjirō Tsuda
Zanark Avalonic (ザナーク・アバロニク?, Zanāku Abaroniku), difensore, numero 99

Doppiato da Katsuyuki Konishi
Fey Rune (フェイ・ルーン?, Fei Rūn), centrocampista, numero 7

Doppiato da Akiko Kimura
Caleb Stonewall, nome originale Akio Fudō (不動 明王?, Fudō Akio), centrocampista, numero 8

Doppiato da Yūki Kaji
Xavier Foster, nome originale Hiroto Kiyama (基山 ヒロト?, Kiyama Hiroto), centrocampista e capitano, numero 18

Doppiato da Takahiro Mizushima
Simeon AYP, nome originale Saryū Evan (サリュー・エヴァン,? nome in codice: SARU), centrocampista, numero 20

Doppiato da Nobuhiko Okamoto
Bailong, nome originale Hakuryū (白竜?), attaccante, numero 9

Doppiato da Jun Fukuyama
Bash Lancer, nome originale Badap Sleed (バダップ・スリード?, Badappu Surīdo), attaccante, numero 10

Doppiato da Hiroshi Kamiya
Falco Flashman, nome originale Hayato Matatagi (瞬木 隼人?, Matatagi Hayato), attaccante, numero 11

Doppiato da Kaito Ishikawa
Héctor Helio, nome originale Rococo Urupa (ロココ・ウルパ?, Rokoko Urupa), portiere, numero 19

Doppiato da Yuki Kaida
Allenatore:

Ray Dark, nome originale Reiji Kageyama (影山 零治?, Kageyama Reiji)

non parla

#### Cronisti
Chester Horse Sr., nome originale Ōshō Kakuma (角馬 王将?, Kakuma Ōshō)

Doppiato da Tetsu Inada
Charlie Horse, nome originale Ayumu Kakuma (角馬 歩?, Kakuma Ayumu)

Doppiato da Kiyotaka Furushima

## Produzione
I giocatori della Inazuma Best Eleven sono stati scelti dagli spettatori giapponesi a partire dal 23 ottobre 2013 con un sondaggio per ogni ruolo e infine uno per scegliere la riserva, vinto da Canon Evans. Le modalità di voto, tramite telefono, erano annunciate durante la trasmissione degli episodi di Inazuma Eleven GO Galaxy. Solo al momento dell'annuncio della riserva fu annunciato anche che la squadra sarebbe comparsa in uno speciale animato, senza specificare né il titolo né il fatto che si trattasse di un film cinematografico. Alla fine dei sondaggi fu annunciata anche l'esistenza e la composizione della squadra Inazuma Battle Eleven, senza specificarne il nome. A maggio 2014 furono annunciati il film, con la presenza degli altri tre episodi, e la sua data d'uscita.

## Distribuzione
La proiezione del film era inizialmente prevista per due settimane, dal 13 al 26 giugno 2014. Il 15 giugno fu organizzato, al cinema della catena Toho Cinemas della zona di Nipponbashi a Osaka, un incontro con i T-Pistonz+KMC, gruppo musicale che aveva interpretato le sigle di apertura di Inazuma Eleven, Junko Takeuchi, doppiatrice del protagonista della prima serie di Inazuma Eleven Mark Evans, e Yuka Terasaki, doppiatrice del protagonista delle altre serie Arion Sherwind. Dopo che il primo incontro raggiunse velocemente il tutto esaurito, ne fu organizzato un altro lo stesso giorno.
La proiezione fu prolungata fino al 29 giugno in un gruppo di cinema di varie città e fino al 4 luglio nel cinema HUMAX di Ikebukuro. In quest'ultimo fu poi prolungata di nuovo, fino all'11 luglio.
Il film è stato pubblicato in DVD in Giappone il 22 ottobre 2014 da NBCUniversal Entertainment Japan con il titolo di Gekijō kōkai anime - Inazuma Eleven - Chō jigen dream match (劇場公開アニメ イナズマイレブン 超次元ドリームマッチ?, Gekijō kōkai anime - Inazuma Irebun - Chō jigen dorīmu macchi, lett. "Anime presentato al pubblico al cinema - Inazuma Eleven - Partita da sogno ultradimensionale"). Nel DVD è presente anche la registrazione dell'incontro con le doppiatrici e i T-Pistonz+KMC. Il DVD è disponibile in un'edizione limitata detta Memorial kan badge box (メモリアル缶バッジBOX?, Memoriaru dan bajji BOX, lett. "Scatola del distintivo di metallo commemorativo") e in un'edizione standard.